# Propusna veza
Propusna veza ili gap junction je kanal (lat. nexus) kojim se povezuju susjedne stanice. To su kompleksi proteina (connexone) koji čvrsto povezuju stanične stijenke. Ti kanali prolaze kroz stanične membrane i premošćuju razmak između stanica, pa time povezuju citoplazmu dvaju susjednih stanica.
To su nespecifične pore pasivnog prijenosa sadržaja između stanica. Omogućuju razmjenu kako tvari s električnim nabojem tako i onih bez njega. To mogu biti organski i anorganski ioni, nukleotidi, aminokiseline, voda, glukoza i td.
Ovu vezu su 1967. otkrili Jean-Paul Revel i Morris Karnovsky.